# Tsukasa Masuyama
Tsukasa Masuyama (益山 司 - Minokamo, 25 de janeiro de 1990) é um futebolista do Japão. Sua atual equipe é o JEF United Ichihara Chiba.